# Med livet som insats (film, 1948)
Med livet som insats (danska: Støt står den danske sømand) är en dansk krigsfilm från 1948 i regi av Bodil Ipsen och Lau Lauritzen jr.

## Utmärkelser
Filmen vann Bodilpriset för bästa danska film 1949.

## Rollista i urval
- Poul Reichhardt - Matros Richardt Hansen
- Lisbeth Movin - Mille Andersen
- Lau Lauritzen jr - Matros Kaj (Frische)
- Johannes Meyer - Jonas Olsen
- Per Buckhøj - Kapten på Marie Grubbe
- Preben Lerdorff Rye - Förste styrman på Marie Grubbe
- Axel Frische - Kapten på Jette
- Kjeld Jacobsen - Styrman på Jette
- Bjørn Watt Boolsen - Telegrafisten
- Carl Heger - Matros Frederik
- Preben Neergaard - Matros Lauritz
- Karl Jørgensen -  Kapten på Anne Margrete
- Ove Sprogøe - Matros Henry
- Preben Uglebjerg - Mässpojke
- Jon Iversen - Dansk konsul
- Poul Bundgaard -  Styrman